# Kosakhesten
Kosakhesten (russisk: Смелые люди) er en sovjetisk film fra 1950 af Konstantin Judin.

## Medvirkende
- Sergei Gurzo - Vasilij Govorukhin
- Aleksej Gribov - Konstantin Voronov
- Tamara Tjernova - Nadezjda Voronova
- Oleg Soljus
- Nikolaj Mordvinov - Kozjin